# William G. Kaelin

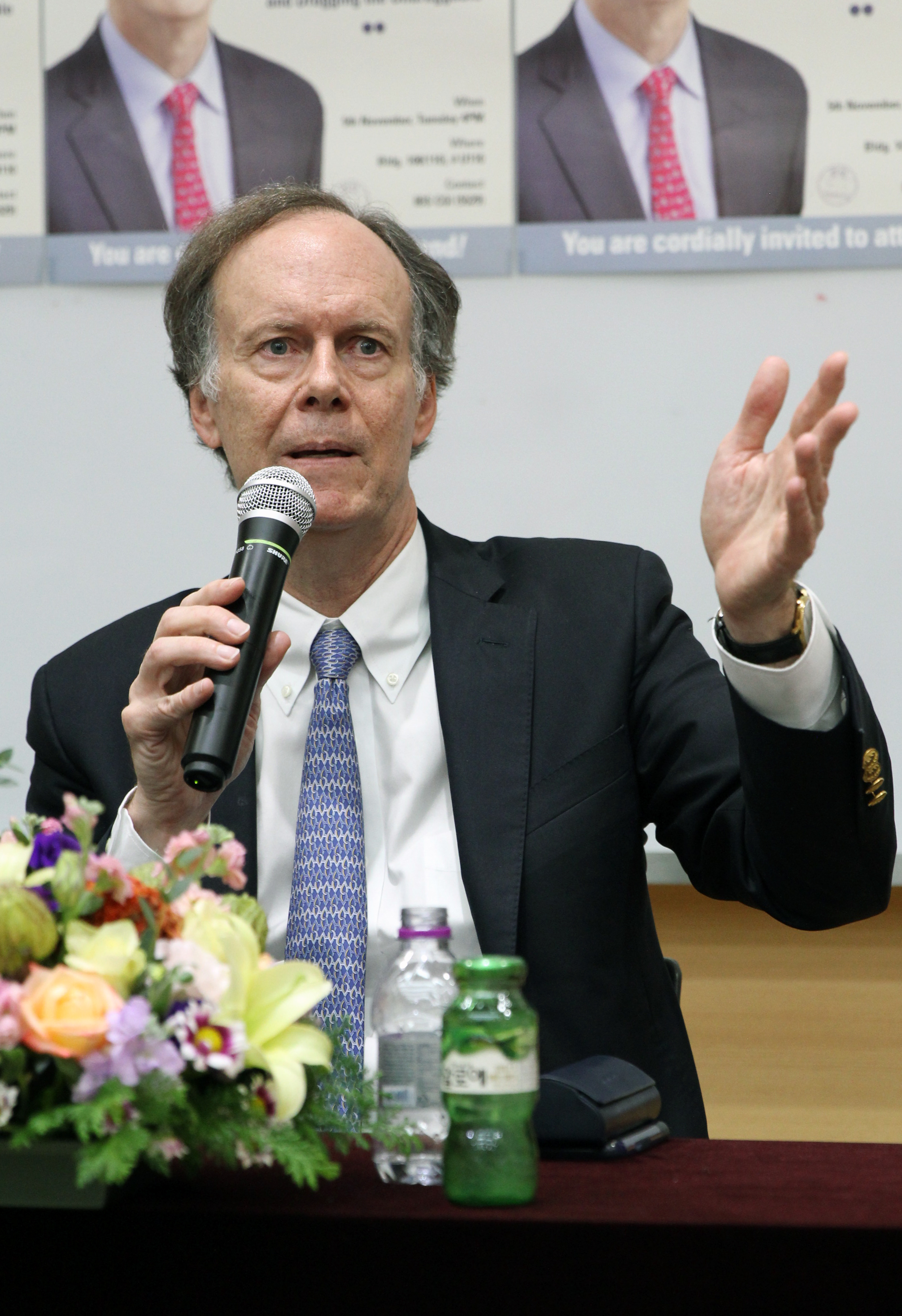
William G. Kaelin (2019)

William George Kaelin (* 23. November 1957 in Jamaica, Queens, New York City) ist ein US-amerikanischer Onkologe und Professor an der Harvard Medical School und Forscher am Dana-Farber Cancer Institute in Boston, Massachusetts. Ihm wurde 2019 der Nobelpreis für Medizin zuerkannt.

## Leben
William G. Kaelin Jr. erwarb 1982 einen M.D. an der Duke University in Durham, North Carolina. Als Assistenzarzt arbeitete er zunächst am Johns Hopkins Hospital in Baltimore, Maryland, bevor er als klinischer Onkologe ans Dana-Farber Cancer Institute (DFCI) in Boston, Massachusetts, ging, wo er gleichzeitig Postdoktorand bei David M. Livingston wurde. 1992 wurde er am DFCI eigenständiger Forscher, seit 1998 forscht er zusätzlich für das Howard Hughes Medical Institute (HHMI). Er hat eine Professur für Innere Medizin an der Harvard Medical School in Boston, Massachusetts.
Kaelin war verheiratet und hat zwei Kinder. Seine Frau starb 2015 an Krebs.

## Wirken

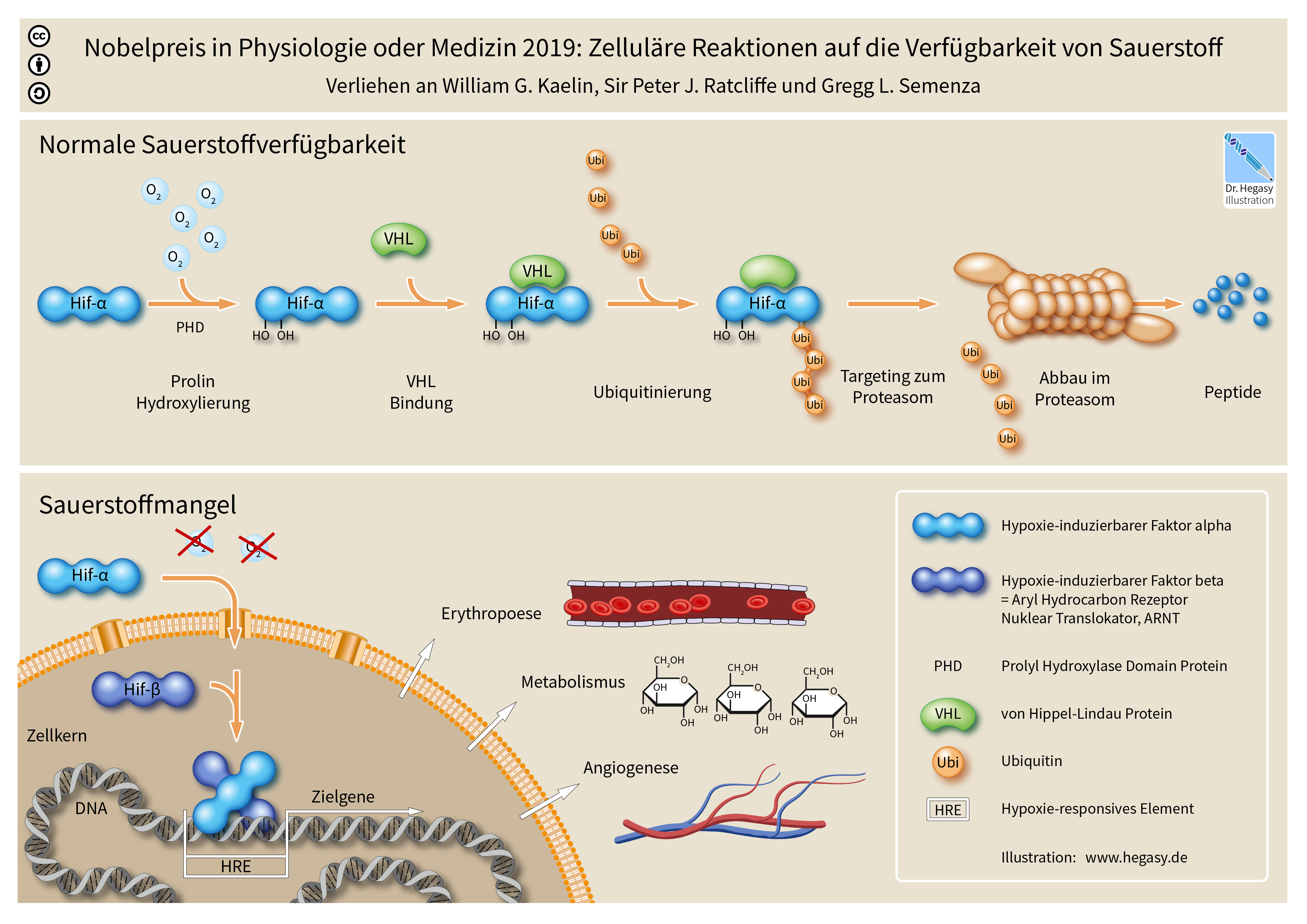
Nobelpreis für Physiologie/ Medizin 2019: Zelluläre Anpassung an die Verfügbarkeit von Sauerstoff mittels Hif

Kaelin isolierte das erste Protein der E2F-Familie, das E2F1. Es handelt sich um ein Protein, das die Zellproliferation fördert. Kaelin konnte außerdem die genetischen Grundlagen des Von-Hippel-Lindau-Syndroms aufklären. Jüngere Arbeiten befassen sich mit dem Von-Hippel-Lindau-Tumorsuppressor (Von-Hippel-Lindau-Protein, pVHL), das als Schlüssel für neue Behandlungsformen des Von-Hippel-Lindau-Syndroms angesehen wird. Es reguliert den Hypoxie-induzierten Faktor (HIF), der wiederum mittels Vascular Endothelial Growth Factor (VEGF) die Gefäß- und damit die Sauerstoffversorgung von Tumoren reguliert. An seinem Labor untersucht er auch verschiedene andere Tumorsuppressor-Proteine (neben pVHL unter anderem das Homolog von p53 p73 und Retinoblastom-Protein pRB), deren Funktion und deren mögliche Anwendungen gegen Krebs.

## Auszeichnungen (Auswahl)
- 2001 Paul Marks Prize for Cancer Research
- 2007 Distinguished Alumnus Award der Duke University[1]
- 2010 Mitgliedschaft in der National Academy of Sciences
- 2010 Canada Gairdner International Award[3][4]
- 2012 Stanley J. Korsmeyer Award
- 2014 Wiley Prize in Biomedical Sciences
- 2016 Albert Lasker Award for Basic Medical Research
- 2018 Massry-Preis
- 2019 Nobelpreis für Physiologie oder Medizin für die Entdeckung molekularer Mechanismen der Sauerstoffaufnahme von Zellen, zusammen mit Gregg L. Semenza und Peter J. Ratcliffe
- 2020 Mitglied der American Academy of Arts and Sciences
- 2024 Mitglied der American Philosophical Society

## Schriften (Auswahl)
- mit O. Iliopoulos u. a.: Negative regulation of hypoxia-inducible genes by the von Hippel-Lindau protein, Proc Natl Acad Sci U S A, Band 93, 1996, S. 10595–10599.
- mit E. Maher, u. a.: von Hippel-Lindau Disease, Medicine, Band 76, 1997, S. 381–391.
- mit C. E. Stebbins u. a.: Structure of the VHL-ElonginC-elonginB complex: implications for VHL tumor suppressor function, Science, Band 284, 1999, S. 455–461
- mit I. Mircea, K. Kondo u. a.: HIFa targeted for VHL-mediated destruction by proline hydroxylation: Implications for O2 sensing, Science, Band 292, 2001, S. 464–468
- Molecular basis of the VHL hereditary cancer syndrome, Nat. Rev. Cancer, Band 2, 2002, S. 673–682, PMID 12209156
- mit K. Kondo u. a.:  Inhibition of HIF is necessary for tumor suppression by the von Hippel-Lindau protein,  Cancer Cell, Band 1, 2002, S. 237–246
- mit K. Kondo u. a.: Inhibition of HIF2alpha Is sufficient to suppress pVHL-defective tumor growth, PLoS Biol., Band 1, 2003, S. 439–444.
- mit W. Y. Kim u. a.: The role of VHL gene mutation in human cancer, J. Clin. Oncol., Band 22,  2004, S. 4991–5004.
- mit P. J. Ratcliffe u. a.: Oxygen sensing by metazoans: the central role of the HIF hydroxylase pathway, Mol. Cell, Band 30, 2008, S. 393–402
- mit Y. A.  Minamishima: Reactivation of hepatic EPO synthesis in mice after PHD loss, Science, Band 329, 2010, S. 407.
- The VHL Tumor Suppressor Gene: Insights into Oxygen Sensing and Cancer, Trans. Am. Clin. Climatol. Assoc., Band 128, 2017, S.  298–307.  PMID 28790514
- Common pitfalls in preclinical cancer target validation, Nat. Rev. Cancer, Band 17, 2017, S. 425–440
- mit M. Ivan: The EGLN-HIF O2-Sensing System: Multiple Inputs and Feedbacks, Mol. Cell, Band 66, 2017, S. 772–779
- HIF2 Inhibitor Joins the Kidney Cancer Armamentarium, J. Clin. Oncol., Band 36, 2018, S. 908–910.
- mit J. Zhang u. a.: VHL substrate transcription factor ZHX2 as an oncogenic driver in clear cell renal cell carcinoma, Science, Band 361, 2018, S. 290–295